# Craig Robinson
Pour les articles homonymes, voir Craig Robinson (acteur) et Robinson.
Craig Robinson, né le 21 avril 1962 à Chicago (Illinois, États-Unis), est un entraîneur et ancien joueur américain de basket-ball professionnel. Il est l'entraîneur de l'équipe masculine de basket-ball des Oregon State Beavers, club de l'université d'État de l'Oregon.
Il mesure 6′ 6″ (1,98 m). Il est le frère de Michelle Obama et donc le beau-frère de l'ex-président américain Barack Obama.

## Biographie
Craig Robinson grandit à Chicago dans le quartier de South Shore. Il joue dans l'équipe universitaire des Princeton Tigers entre 1979 et 1983 sous l'entraîneur Pete Carril, et est nommé deux fois joueur de l'année de l'Ivy League. Robinson est drafté en 1983 en NBA au quatrième tour par les Philadelphia 76ers et ne joue jamais en NBA. Il effectue une brève carrière professionnelle en Europe avant de devenir entraîneur de l'équipe de l'Illinois Institute of Technology. Il devient trader aux États-Unis en 1990. Entre 1992 et 1999, il est vice-président de Morgan Stanley Dean Witter. En 1999, il retourne à une carrière dans le basket-ball universitaire en tant qu'entraîneur-adjoint des Northwestern Wildcats. Il est ensuite entraîneur des Brown Bears, puis depuis 2008 des Oregon State Beavers.

## Carrière

### Université
- 1979 - 1983 :  Princeton University (NCAA)

### Joueur
- ????- 1988 :  Manchester (BBL)

### Entraîneur
- 1999 - 2006 : Entraîneur-adjoint :  Northwestern Wildcats (NCAA)
- 2006 - 2008 : Entraîneur :  Brown Bears (NCAA)
- Depuis 2008 : Entraîneur :  Oregon State Beavers (NCAA)

## Référence
1. ↑  (en) He Helped Elect a President; Now Comes a Harder Job, New York Times, 8 novembre 2008.